# 계양전기
계양전기 주식회사는 서울에 본사를 둔 대한민국의 기계, 전기, 엔지니어링 및 자동차 회사이다. 1977년에 설립되었으며 기계, 공구 및 자동차 부품 제품, 수동 및 자동 파이프 클리너 기계를 제조하며 안산과 천안에 공장이 있다.

## 계열사
- 우영엔지니어링
- 한국제지
- 한국팩키지
- 해성산업
- 해성에스테이트
- 해성DS

## 같이 보기
- 대한민국의 경제